# Batalla de Festubert
La batalla de Festubert fue una batalla ocurrida en el transcurso de la Primera Guerra Mundial el 27 de mayo de 1915 paralela a la batalla de Artois, siendo parte de la ofensiva aliada de la primavera de 1915. En la batalla los británicos ganaron un territorio de 1 km por un frente de 27.000 m a un costo de 16.000 bajas infligiendo solo 5.000 bajas y tomando solo 800 prisioneros, lo que término siendo una victoria pírrica.

## Consecuencias
La batalla gastó las últimas municiones británicas de artillería por lo que el Mariscal John French informó que no podría haber más ataques hasta que lo aprovisionen de municiones nuevamente.